# 大石信云
大石 信云（おおいし のぶこと、文禄元年（1592年） - 延宝3年1月16日（1675年2月10日））は、江戸時代前期の武将。赤穂藩浅野氏の家臣。赤穂浪士の大石信清の祖父。名は良欽とも。通称は八郎兵衛（はちろべえ）。
関白豊臣秀次の家臣大石良信の三男として生まれる。母は近衛家家臣進藤長治の娘・志茂。浅野家筆頭家老の大石良勝は兄にあたる。兄とともに浅野長重・長直父子に仕え、450石を与えられた。大坂夏の陣の天王寺合戦にも参加し、武功をあげている。
赤穂浅野家重臣の奥野尚次の娘を妻に迎え、息子に大石良総、大石信澄を儲けた。娘も2人おり、うち1人が奥野定次に嫁いでいる。正保2年（1645年）に隠居して次男の信澄に家督を譲った。隠居後は道雲斎と称する。
延宝3年（1675年）1月16日に死去。享年84。赤穂の花岳寺に葬られた。法名は龍吟院起山道雲。